# Борки (Ковельский район)
Бо́рки (укр. Бі́рки) — село в Любомльской городской общине Ковельского района Волынской области Украины.

## История
В июле 1995 года Кабинет министров Украины утвердил решение о приватизации находившегося здесь совхоза.
Население по переписи 2001 года составляло 723 человека.
До 2020 года входило в Любомльский район.